# Kashima (Kumamoto)
Kashima (嘉島町?, Kashima-machi) è una cittadina giapponese della prefettura di Kumamoto.